# 다보링크
주식회사 다보링크(DavoLink)는 대한민국의 통신장비 기업으로, 본사는 경기도 안양시 동안구 벌말로 112에 있다.

## 연혁[2]
- 2000년 6월 26일: 구. 주식회사 다보링크 설립
- 2021년 6월 17일: 유안타제6호기업인수목적 주식회사와 합병 승인(합병비율 1:11.5085)
- 2021년 8월 13일: 합병신주 상장
- 2022년 2월 14일: 제1회 전환사채 전환권 행사(주식수 1,855,000주)
- 2023년 12월 20일: 제3자배정 유상증자(주식수 623,052주)
- 2024년 1월 18일: 최대주주변경(이용화 →(주)테라사이언스)
- 2024년 2월 6일: 대표이사 변경(이용화 → 임상현, 이민수 각자대표)
- 2024년 7월 10일: 대표이사 변경(임상현, 이민수 각자대표 → 임상현 단독대표)

## 같이 보기
- 무선 공유기
- EFM네트웍스 - 경쟁사

## 내용주
1. ↑  유안타제6호기업인수목적의 설립일
2. ↑  2021년 7월 28일 이전 본점: 서울특별시 중구 을지로 76